# Cecilia Rönn
Cecilia Viola Rönn (tidigare Nilsson), född 6 maj 1980 i Värö församling i Hallands län, är en svensk politiker (liberal). Hon är ordinarie riksdagsledamot sedan 2022, invald för Hallands läns valkrets.
I riksdagen är hon sedan augusti 2023 ledamot i finansutskottet och Liberalernas ekonomiskpolitiska talesperson. Hon är suppleant i skatteutskottet och civilutskottet. Mellan september 2022 och augusti 2023 var hon ledamot i skatteutskottet och suppleant i finansutskottet.
På liberalernas landsmöte 2023 blev Cecilia Rönn invald i partiets partistyrelse och partiledning. Hon har även förtroendeuppdrag som förste vice ordförande för länsförbundet Västsverige och hon är ordförande i kommunföreningen i Varberg.
Rönn är maskiningenjör från Högskolan i Halmstad och ekonom inom företagsekonomi från Göteborgs Universitet. Åren 2018–2022 var hon ordförande för Varberg Energi, ledamot i förskole och grundskolenämnden, ersättare i kommunstyrelsen och ledamot i kommunfullmäktige i Varbergs kommun.

## Tidigare erfarenheter
Cecilia Rönn har tidigare arbetat inom Supply chain på Carlsberg Sverige AB i flera olika roller. Bland annat var hon första kvinnliga platschef på Ramlösa Hälsobrunn med start 2010.
2012 fick hon utmärkelsen Årets unga chef av ledarna och tidningen Chef för sitt arbete med ledarskap och utvecklingsarbete på Ramlösa. Samma år var hon även med på Veckans affärers lista över 101 supertalanger och på listan över framtidens kvinnliga ledare som hon sedan fanns med på flera år i rad.
Rönn har föreläst om ledarskap, verksamhetsutveckling och hur man bygger engagemang bland medarbetare i organisationen och på det sättet blir mer framgångsrika genom tydliga mål. Hon har även varit egenföretagare och interims VD eller konsult för att hjälpa företag att bli mer lönsamma, byta inriktning eller fånga nya kunder.
Rönn finns med på Västsvenska handelskammarens styrelselista över kvinnliga erfarna styrelseaktiva.